# 舍本 (明尼蘇達州)
舍本（英語：Sherburn）是一個位於美國明尼蘇達州馬丁縣的城市。

## 人口
根據2020年美國人口普查的數據，舍本的面積為2.38平方千米，皆為陸地。當地共有人口1058人，而人口密度為每平方千米445人。